# Maximilien d'Erp de Holt et Baerlo
Baron Maximilien Walerand Alphonse Marie Charles Antoine d'Erp de Holt et Baerlo (Diest, 5 september 1847 - Vézac, 27 december 1936) was een Belgisch diplomaat.

## Biografie

### Familie
Baron Maximilien d'Erp de Holt et Baerlo was een telg uit de familie d'Erp. Hij was een zoon van baron Jean-Egide d'Erp de Holt et Baerlo (1800-1875), luitenant-generaal en militair gouverneur van Oost-Vlaanderen, en barones Dieudonnée de Loën d'Enschedé (1821-1898). Hij was een kleinzoon van baron Hendrik Willem d'Erp tot Holt van Baerlo.
Hij trouwde in 1868 in Vézac met Paule de Lavergne de Cerval (1848-1931), dochter van een Franse magistraat uit Sarlat. Het echtpaar kreeg een zoon en drie dochters en verbleef veel op het familiedomein in Vézac, waar Maximilien in 1936 overleed.

### Loopbaan
D'Erp de Holt et Baerlo was in 1869 korte tijd attaché bij de Heilige Stoel. Pas in 1871 legde hij met onderscheiding het diplomatiek examen af. Datzelfde jaar werd hij attaché in Den Haag. Hij werd gepromoveerd tot secretaris eerste klasse (1871) en secretaris tweede klasse (1875). Van 1877 tot 1883 verbleef d'Erp in Lissabon. Gepromoveerd tot ambassaderaad in 1883 keerde hij in 1884 naar Den Haag terug.
In 1890 werd hij gevolmachtigd minister en consul-generaal in Teheran. Het was een periode waarin de diplomatieke- en handelsbetrekkingen tussen België en Perzië op gang kwamen, met name dankzij de bouw van een spoorlijn door onder andere Édouard Otlet. Hij behartigde de belangen van ondernemingen uit de Balser-Brugmann-groep. Hij was ook de drijvende kracht achter de oprichting van de Société commerciale et industrielle belge-persane in 1895. Een jaar eerder promoveerde d'Erp tot buitengewoon gezant en gevolmachtigd minister. Vanwege gezondheidsproblemen keerde hij terug naar België.

### Heilige Stoel
Van mei 1896 tot februari 1915 was hij ambassadeur bij de Heilige Stoel. Een overtuigd katholiek, hij stond in nauw contact met prominente geestelijken. Zijn uitgebreide kennis van het Oosten bracht hem dichter bij paus Leo XIII, die eveneens interesse had in oecumenische kwesties. D'Erp groeide snel uit tot een prominente figuur binnen de Romeinse gemeenschap en bleef tot 1900 actief betrokken bij Perzische zaken, waarbij hij zowel zijn expertise als zijn diplomatieke netwerk inzette. Hij bleef zich inzetten voor de commerciële expansie van België, waarbij hij vaak religieuze missies als middel gebruikte, bijvoorbeeld in de Onafhankelijke Congostaat, China en de Filipijnen. D'Erp fungeerde ook als tussenpersoon voor koning Leopold II bij de paus, met name in kwesties die betrekking hadden op Congo en de Belgische binnenlandse politiek. Tot december 1897 behield hij deze rol, maar daarna liet de koning hem vallen. Dit gebeurde nadat hij had ingegrepen door een bijzonder scherpe brief aan de paus te censureren, waarin Leopold II eiste dat de paus de Belgische christendemocraten zou veroordelen.
In 1899 trad hij op advies van Carl de Vinck de Deux-Orp toe tot de Congregatie voor de Evangelisatie van de Volkeren en drong hij aan op de zending van een kapelaan naar de Belgische kolonie in Peking-Hankou. Na het overlijden van Petrus Lambertus Goossens, aartsbisschop van Mechelen, kreeg hij instructies van de regering in Brussel om de kandidatuur van Désiré-Joseph Mercier te steunen.
Aan het begin van de Eerste Wereldoorlog oefenden verschillende partijen druk uit op het Vaticaan opdat de paus partij in het conflict. Paus Benedictus XV, die in september 1914 werd gekozen, bleef echter strikt neutraal en weigerde zowel veroordelingen als steunbetuigingen te uiten. D'Erp begreep dat België geen morele veroordeling van de Duitse agressie moest verwachten van het Vaticaan. Toch besloot de Belgische regering in Le Havre dat hij verantwoordelijk was voor het pontificale stilzwijgen. Dit leidde tot zijn ontslag op 27 februari 1915.
Na dit ontslag trok de hij zich terug in het kasteel van Marqueyssac.